# Archiv der Lippischen Landeskirche
Das Archiv der Lippischen Landeskirche ist das zentrale Archiv der Lippischen Landeskirche. Es befindet sich im Landeskirchenamt der Lippischen Landeskirche in Detmold und gehört zum Verband kirchlicher Archive.

## Aufgaben
Das Archiv der Lippischen Landeskirche sichert, erhält und erschließt das kirchliche Archivgut.
Am 27. März 1939 hat die Lippische Landessynode das Kirchengesetz zur Bildung eines Landeskirchlichen Archivs beschlossen, dennoch sollte es weitere drei Jahrzehnte dauern, bis das Gesetz mit der Anstellung der ersten hauptamtlichen Archivarin (1972–2014) tatsächlich umgesetzt wurde.
1993 konnte das Archiv seine Räume (Büroraum und Lesesaal) im Neubau des Landeskirchenamtes beziehen. Zu dem umfangreichen Neubau gehörte auch ein vollklimatisiertes Magazin mit Rollregalanlagen für die wachsenden Bestände.
Neben der Beratung privater und wissenschaftlicher Nutzer gehört auch die Nutzbarmachung und Bereitstellung der im Magazin befindlichen Archivalien zu den Aufgaben des Archivs. Ein weiterer Schwerpunkt der kirchlichen Archivarbeit findet sich in der Hilfestellung und Beratung (Archivpflege) der einzelnen Kirchengemeinden zu deren laufenden und bereits abgeschlossenen Unterlagen, die in der Registratur anfallen. Dabei bleibt es den Kirchengemeinden überlassen, ob diese ihre Archivalien vor Ort in ihrem Gemeindearchiv lagern wollen oder sie das Angebot der Übergabe (Depositum) an das Archiv der Lippischen Landeskirche wahrnehmen möchten.

## Bestände
Das Archiv verwahrt bis in das 15. Jahrhundert zurückreichende Quellen zur Geschichte der Lippischen Landeskirche. Die Archivalien sind in über 60 Beständen mit einem Umfang von derzeit mehr als 2500 laufenden Metern zusammengefasst. Die wichtigsten Bestandsgruppen sind:
- Akten des Konsistoriums bzw. (ab 1931) Landeskirchenamtes
- Akten und Urkunden einzelner Kirchengemeinden und Superintendenturen
- Akten kirchlicher Einrichtungen und Vereine
- Kirchenbücher
- Nachlässe und Handakten einzelner Personen des kirchlichen Lebens (auch überregional)
- Sammlungen

Eine Bestandsübersicht ist im Portal Archive in Nordrhein-Westfalen veröffentlicht.
Seit Herbst 2016 sind über das Kirchenbuchportal einige Kirchenbücher als Digitalisate online einsehbar. Weitere Digitalisate aus lippischen Kirchengemeinden werden nach und nach dort eingestellt.